# Striga angustifolia
Striga angustifolia är en snyltrotsväxtart som först beskrevs av David Don, och fick sitt nu gällande namn av Cecil John Saldanha. Striga angustifolia ingår i släktet Striga och familjen snyltrotsväxter. Inga underarter finns listade i Catalogue of Life.

## Bildgalleri

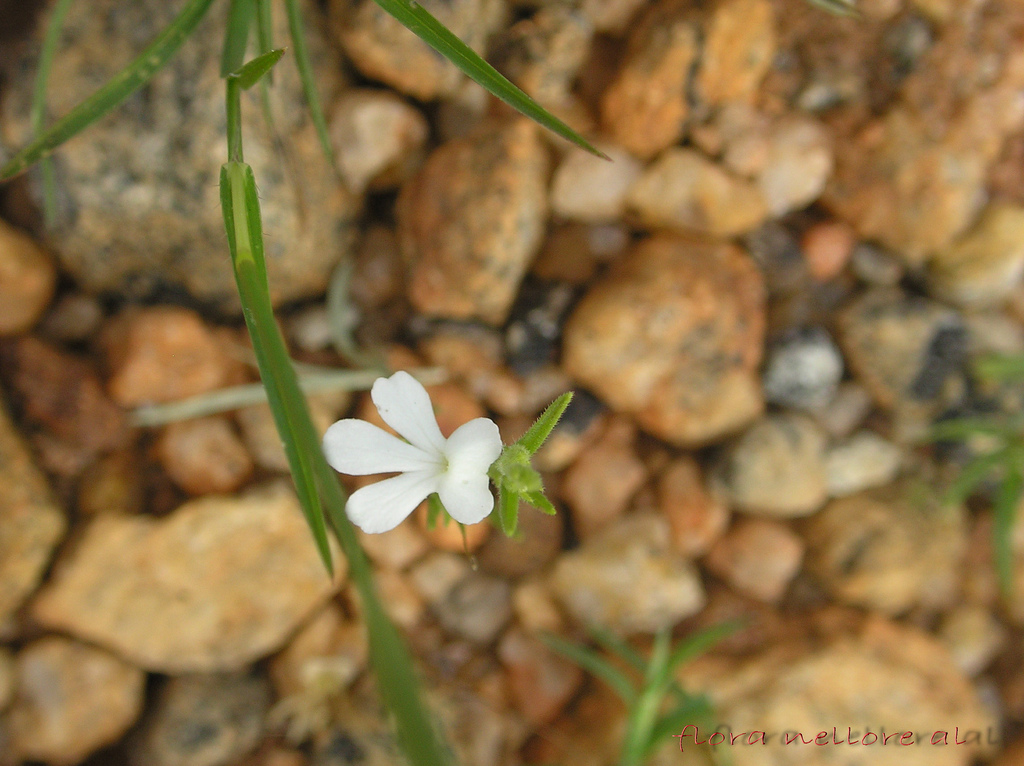